# Arvid Sjögren
Arvid Christer Primus Sjögren, född 26 augusti 1859 i Persberg, Färnebo socken, död 24 december 1936 i Stockholm, var en svensk brukspatron.
Arvid Sjögren var son till Anton Sjögren. Efter läroverksstudier i Filipstad och Örebro samt praktik vid Avesta järnverk genomgick Sjögren 1879–1880 Filipstads bergsskola och arbetade 1881–1884 vid olika industriföretag i USA. 1884 knöts han som driftsingenjör till Avesta jernverks AB, där han 1892 avancerade till bruksförvaltare och 1898 efterträdde sin svärfar H. A. Cornelius som VD. På denna post kvarstod han till 1908 då han efter att tillsammans med några kompanjoner ha inköpt aktiestocken i Forsbacka jernverks AB blev VD för det bolaget. Sedan han 1919 sålt sina aktier i bolaget, lämnade han 1920 direktörsposten men uppehöll den på nytt 1924–1928. Då Fagersta bruks AB förvärvade aktierna i Forsbacka 1929, inträdde Sjögren i Fagerstas styrelse, där han under sina återstående år var en verksam kraft. Vid sidan av sina huvudbefattningar var han ledamot och ordförande i styrelserna för en lång rad bolag av olika slag. Han spelade en framträdande roll i bildandet av AB Avesta folkbank 1904, och inträdde vid starten som VD och styrelseordförande. Han kvarstod på dessa poster till 1908 respektive 1914. Sjögren uppges ha varit en av de första företagare inom järnindustrin som träffade kollektivavtal med sin arbetare. Han deltog 1906 i stiftandet av Järnbruksförbundet och utsågs samma år till dess vice ordförande. 1911–1917 var han Järnbruksförbundets ordförande, och var samtidigt styrelseledamot i Svenska arbetsgivareföreningen. Han tillhörde även styrelsen för Sveriges industriförbund 1915–1928 och var fullmäktig i Jernkontoret från 1925 till sin död. 1936 erhöll han Jernkontorets stora guldmedalj. Under sin tid i Avesta intog Sjögren en ledande ställning i ortens kommunala liv, och 1902–1908 var han landstingsman i Kopparbergs län.